# Arthur Germershausen
Arthur Germershausen (* 10. Januar 1849 in Glogau; † 12. März 1913 in Charlottenburg bei Berlin) war ein preußischer Verwaltungsjurist und Richter am Oberverwaltungsgericht. 

## Leben
Germershausen studierte an der Christian-Albrechts-Universität zu Kiel Rechtswissenschaft. 1868 wurde er im Corps Saxonia Kiel recipiert. Nach dem Studium trat er in den preußischen Staatsdienst. Er wirkte als Landrat in Ostpreußen und in der Provinz Posen, nämlich im Kreis Insterburg (1879–1887), im Kreis Adelnau (1887–1890) und im Kreis Krotoschin (1890–1898). Zuletzt war er Oberwaltungsgerichtsrat am Preußischen Oberverwaltungsgericht in Berlin.